# Jan François Leopold de Balbian Verster
Jan François Leopold de Balbian Verster (Oisterwijk, 29 juni 1861 – Amsterdam, 26 juni 1939) was een Nederlands journalist.

## Achtergrond
Hij werd geboren binnen het gezin van kantonrechter Abraham Henricus de Balbian Verster (1830-1915) en Igminia Ignatia Rypperda (1831-1873). De hervormde familie was lid van Illustre Lieve Vrouwe Broederschap. Hijzelf is in 1910 getrouwd met Hendrika Cornelia de Balbian Verster-Bolderheij, kunstschilderes. Het echtpaar kreeg drie dochters. Het echtpaar woonde enige tijd aan de Warmoesstraat en Stadhouderskade 151. Het stel stond tevens op goede voet met kunstenaars uit die tijd als George Hendrik Breitner en Isaac Israëls (leraar van Hendrika). Tijdens de festiviteiten voor zijn zeventigjarige verjaardag werd hij benoemd tot Ridder in de Orde van Oranje Nassau.

## Werk
Hij rondde de middelbare school af aan de HBS. Hij ging verder leren aan de Indische Instelling in Delft. Hij zou ambtenaar willen worden in Nederlands-Indië, maar dat ging niet door. Bij een examen bleken er voor vijf vacatures honderdtwaalf gegadigden te zijn. Hij week uit naar de journalistiek. Hij ging schrijven voor de Amsterdamsche Courant en een Haarlemse krant. Daarna werd hij redacteur van Nieuws van den Dag. Die krant hield het in 1923 (tijdelijk) voor gezien en Verster ging schrijven voor het Algemeen Handelsblad en daarna voor De Telegraaf. Hij bleef zich echter verbonden voelen met Nederlands-Indië, terwijl het onbekend is of hij het land ooit bezocht heeft. Door zijn contacten in de kunstwereld, Floris Verster was verre familie, schreef hij regelmatig over kunst en geschiedenis. Hij schreef voor en was redacteur van het Genootschap Amstelodamum en schreef Gedenkboeken, zoals over de Amsterdamsche IJsclub (1864-1919). Hij schreef ook jaren voor Sumatra Post, Elsevier, Eigen Haard en Het Haagsche Maandblad.
Hij was betrokken bij het NederlandsHistorisch Scheepvaartmuseum, en het Nederlands Aardrijkskundig Genootschap. Voor die eerste instantie schreef hij ook artikelen over maritieme schilderijen en kunst.

### Geschriften
- 1889: Met de Tram door Waterland, uitvoerige plaatsbeschrijving.
- 1898: Officieel gedenkboek van de Inhuldiging, de beschrijving van alle feestelijkheden.
- 1898: De aardbeving op Ambon, overdruk uit ‘Eigen Haard’.
- 1901: Officieel Gedenkboek van het huwelijk van H.M. de Koningin, beschrijving van de feesten te Amsterdam.
- 1910: Am holländischen Meeresstrande; kleine baedeker van alle Nederlandsche Noordzee-badplaatsen, met de daarachter gelegen steden.
- 1912: Reclameboekje over de Hollandsche tulpenvelden, verschenen met Engelse en Franse tekst.
- 1912: De Koningin-Moeder en Amsterdam.
- 1915: De Amsterdamsche IJsclub, 1864-1914. Gedenkschrift bij het 50-jarig Bestaan.
- 1919: Deli-Maatschappij. Gedenkschrift bij gelegenheid van het 50-jarig Bestaan.
- 1919: Gedenkschrift bij het 100-jarig bestaan van de Onderlinge Brandwaarborg Maatschappij aan de Zaan, opgericht in 1819, gevoerd onder de Firma Koning en Boeke, gevestigd te Zaandijk.
- 1920: Gedenkschrift Restaurant Die Port van Cleve, Amsterdam, 1870-1920.
- 1920: Ons mooi Indië, Batavia oud en nieuw, in samenwerking met M.C. Kooij-van Zeggelen.
- 1922: Platen-Album van het Nederlandsch Historisch Scheepvaartmuseum te Amsterdam.
- 1922: Holland-America, an historical account of shipping and other relations between Holland and North America.
- 1924: De Jubileumfeesten te Amsterdam in September 1923. Herdenking van de 25-jarige regering van H.M. Koningin Wilhelmina der Nederlanden.
- 1924: Holland-Zuid Afrika. Een geschiedkundig Overzicht van Scheepvaart- en Handelsbetrekkingen in ouden en nieuwen tijd. An historical account of shipping and commercial relations in old and modern days.
- 1924: Peter the Great of Russia at Zaandam and Amsterdam. (1697-98) (Ned. Vereeniging Historisch Scheepvaartmuseum).
- 1929: Het huldebetoon aan H.M. de Koningin-Moeder bij haar bezoek aan Amsterdam van 8-12 juni 1929. Herdenking van Harer Majesteits komst in Nederland vijftig jaren tevoren.
- 1930: De Bocht van de Heerengracht (Overdruk Jaarboek Amstelodamum).
- 1932: Burgemeesters van Amsterdam in de Zeventiende en Achttiende Eeuw (Overdruk Algemeen Handelsblad).
- 1937: Het Huwelijk van H.K.H.H. Prinses Juliana en Prins Bernhard; de feestelijkheden te Amsterdam op den huwelijksdag 7 januari 1937 en de feesten bij het bezoek van H.M. de Koningin en het eerste officiële bezoek van het vorstelijk echtpaar aan de hoofdstad van 8-14 Juni 1937 (Gedenkboek).